# Prinquiau

Prinquiau este o comună în departamentul Loire-Atlantique, Franța. În 2009 avea o populație de 3,000 de locuitori.